# Karol Alexandrowicz
Karol Alexandrowicz (ur. 18 czerwca 1855 w Suczawie, zm. 1 grudnia 1921 w Wiedniu) – generał major cesarskiej i królewskiej armii.

## Życiorys
Był synem lekarza wojskowego, starszym bratem generała Franciszka Alexandrowicza. Ukończył kolegium wojskowe w St. Pölten i Terezjańską Akademię Wojskową w Wiener Neustadt. 1 września 1876 został mianowany podporucznikiem i wcielony do Galicyjskiego Pułku Piechoty Nr 24, który wówczas stacjonował w Budapeszcie, i w którym służył jego brat. W 1878 uczestniczył w okupacji Bośni i Hercegowiny.
W 1887 przeniesiony został do c. k. Obrony Krajowej do 63 batalionu piechoty do Lwowa pozostał tutaj do 1895 awansując na stopień kapitana doszkalając się na kursach pułkowych. Latem 1895 przejął od podpułkownika Adama Dembickiego obowiązki adiutanta Komendy Obrony Krajowej w Przemyślu. Na tym stanowisku 1 maja 1898 otrzymał awans na stopień majora. W listopadzie 1900 powrócił do służby liniowej w 7 Pułku Piechoty Obrony Krajowej w Pilźnie. W październiku 1902 został przeniesiony do 9 Pułku Piechoty Obrony Krajowej w Litomierzycach na stanowisko komendanta batalionu. Tutaj 1 listopada 1903 awansował na podpułkownika. 24 października 1905 został dowódcą 18 Pułku Piechoty Obrony Krajowej w Przemyślu. Na tym stanowisku otrzymał awans na pułkownika 1 maja 1906. 1 maja 1909 otrzymał półroczny urlop zdrowotny, a 1 grudnia w wyniku superarbitracji przeszedł w stan spoczynku i zamieszkał w Wiedniu.
19 listopada 1911 został mianowany tytularnym generał majorem. W 1917 został reaktywowany i pozostawał w służbie lokalnej. Nie jest jednak znany jego zakres obowiązków.
Po odzyskaniu przez Polskę niepodległości podjął bezskuteczne starania o przyjęcie do Wojska Polskiego. Nie założył rodziny, pozostał w Wiedniu, gdzie zmarł w 1921.